# Араміс (Ефіопія)
Араміс — сезонно населене село кочових скотарів і місце палеонтологічних розкопок на північному сході Ефіопії, де виявлено рештки австралопітеків (Australopithecus afarensis) і ардипітеків (Ardipithecus ramidus). Село розташоване в Адміністративній зоні 3 району Афар і є частиною вореда (округа) Геване (Gewane woreda).
У звіті Центрального статистичного агентства Ефіопії за 2005 рік цей населений пункт не згадується.
Палеонтологи включають це місце розкопок в регіон Середній Аваш (Middle Awash). Тафономічні і палінологічні дослідження виявили тут численні рештки флори і фауни, включаючи насіння кантіума, що росте в основному в африканських лісах і лісостепах, а також скелети тонкотілих мавп і куду, які дозволяють припустити, що в доісторичні часи Араміс був вологою закритою лісистою місцевістю, тоді як зараз це один з найсухіших, жаркіших і малонаселених районів планети.
У 1992 і 1993 роках група палеонтологів під керівництвом Тіма Уайта виявила в Арамісі рештки в цілому 17 особин древніх гомінідів, датованих періодом 4,4 млн років тому, що на 0,5 млн років древніші, ніж найстаріші рештки австралопітека афарського, виявлені у східній частині Middle Awash. Рештки були класифіковані як новий рід і вид гомінідів і дістали назву Ardipithecus ramidus. Стаття про це відкриття була надрукована на першій сторінці «Нью-Йорк Таймс».

### Ресурси Інтернету
- White, Tim D., et al., "Asa Issie, Aramis and the Origin of Australopithecus [Архівовано 4 травня 2016 у Wayback Machine.], " Nature 440 (April 13, 2006), 883-89.